# Bernard Cazeneuve
Bernard Cazeneuve (sinh ngày 2 tháng 6 năm 1963) là chính trị gia Đảng Xã hội người Pháp và cựu Thủ tướng Pháp.. Ông từng là dân biểu tỉnh Manche từ 2007 tới 2017, thị trưởng Octeville từ 1995 tới 2000 rồi Cherbourg-Octeville từ 2000 tới 2012 và giữ chức chủ tịch hội đồng thành phố Cherbourg từ 2008 tới 2012.
Năm 2012, ông trở thành Bộ trưởng Bộ Hoạt động châu Âu trong chính phủ đầu tiên của Thủ tướng Jean-Marc Ayrault. Tới năm 2013, ông là Bộ trưởng Ngân khố trong chính phủ thứ hai của Ayrault sau khi Jérôme Cahuzac từ chức. Ngày 2 tháng 4 năm 2014, ông trở thành Bộ trưởng Bộ Nội vụ trong chính phủ đầu tiên của Thủ tướng Manuel Valls và tiếp tục giữ chức vụ này trong chính phủ thứ hai của Valls. Ngày 5 tháng 12 năm 2016, Manuel Valls tuyên bố từ chức Thủ tướng để tập trung tranh cử Tổng thống Pháp. Ngày 6 tháng 12, Cazeneuve được Tổng thống Pháp François Hollande chỉ định là Thủ tướng. Ông từ chức ngay sau khi Emmanuel Macron đắc cử Tổng thống Pháp ngày 15 tháng 5 năm 2017. Ông chính là Thủ tướng tại vị ngắn nhất trong lịch sử nền Đệ ngũ Cộng hòa (165 ngày).